# Santiago (Sesimbra)

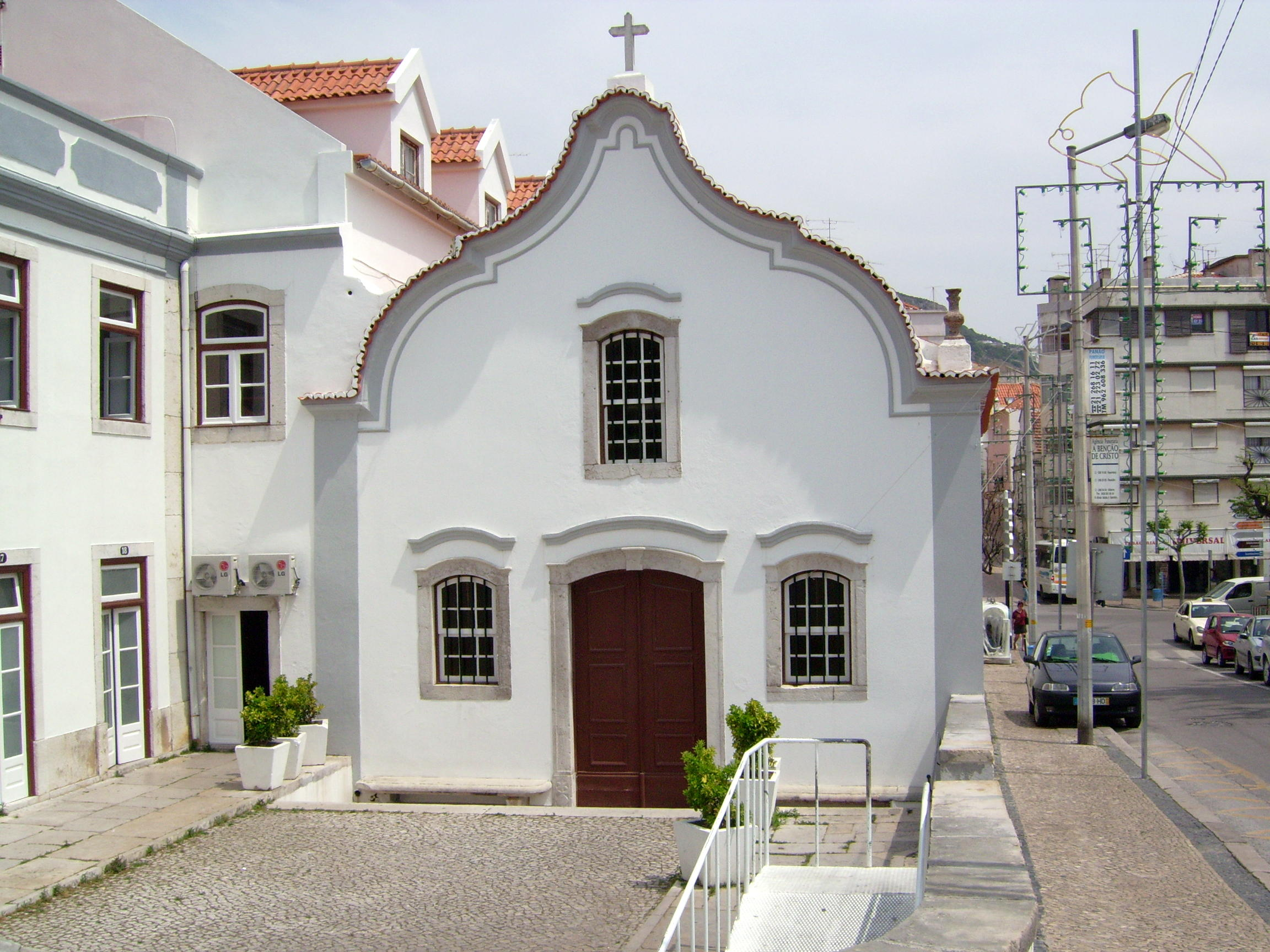
Die Kapelle Capela da Santa Casa da Misericórdia

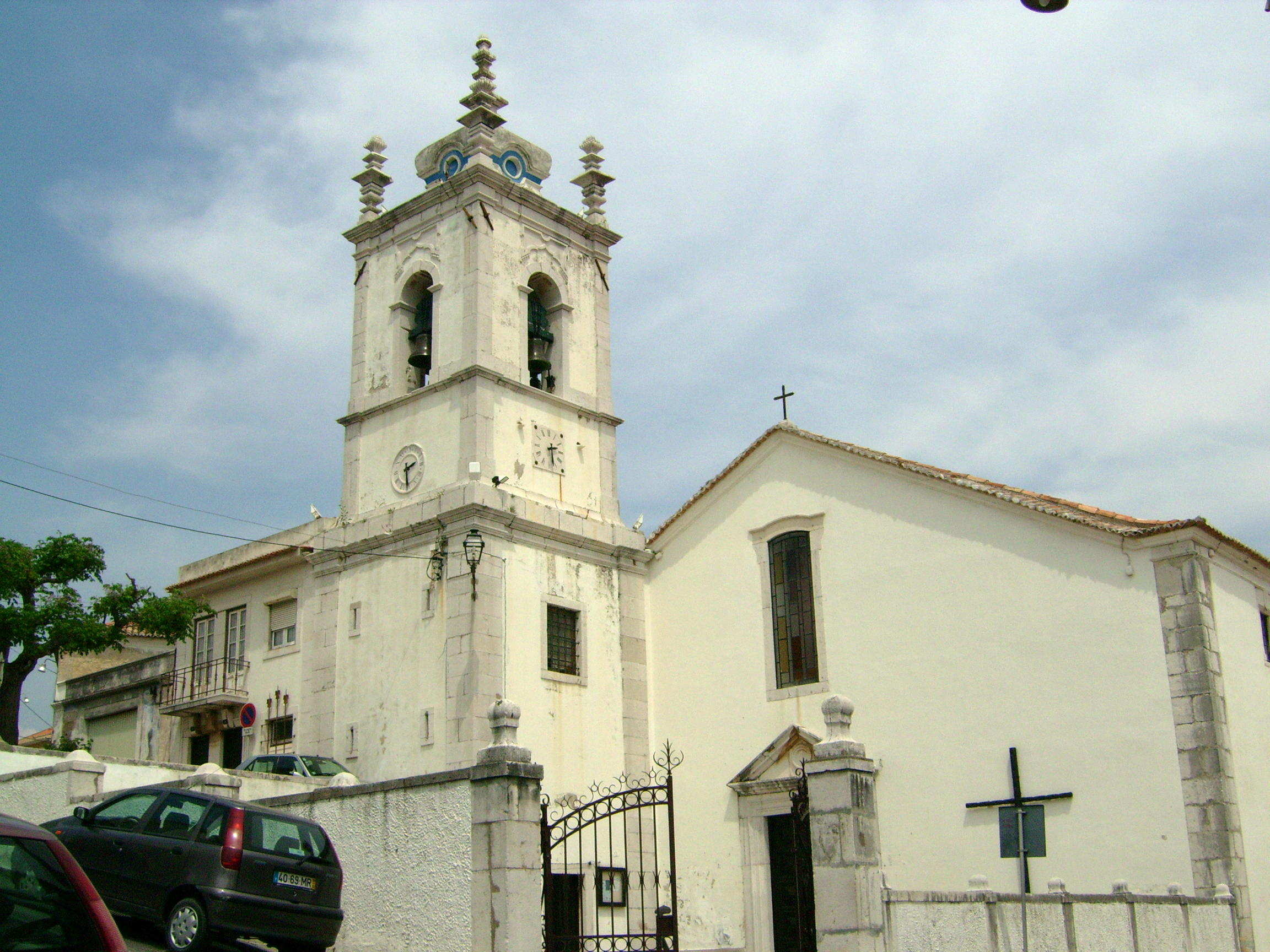
Die Gemeindekirche von Santiago

Santiago ist eine Gemeinde (Freguesia) im portugiesischen Kreis (Concelho) von Sesimbra. In ihr leben 4083 Einwohner (Stand 19. April 2021). Sie umfasst das eigentliche Stadtgebiet von Sesimbra.

## Geschichte
Die Gemeinde wurde 1536 eingerichtet, als die Bewohner sich zunehmend außerhalb der  Stadtmauern von Sesimbra niederließen, insbesondere in Küstennähe.